# 1359
1359 је била проста година.

## Догађаји
- Битка код Ахелоја (1359)
- Српско-Угарски рат (1359—1360) Напад Угарске према централној Србији одбијен. Угри заузимају Мачву.